# Gobierno responsable

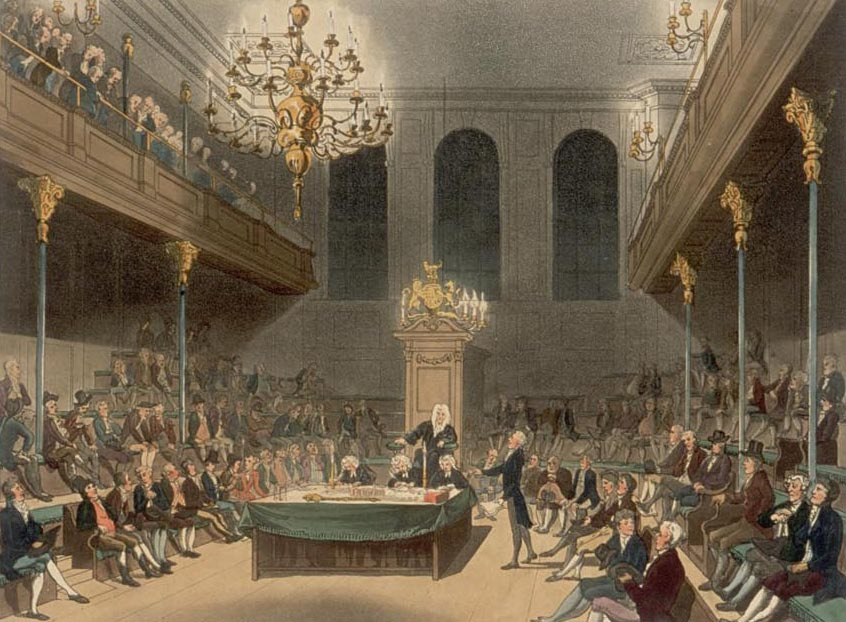
La Cámara de los Comunes en Westminster: este grabado se publicó como Lámina 21 de Microcosmos de Londres (1808)

Un gobierno responsable es un sistema de gobierno que se basa en el principio de responsabilidad parlamentaria de los actos de gobierno, que es el fundamento y base del sistema de Westminster de democracia parlamentaria. Los gobiernos en democracias tipo Westminster son responsables ante el Parlamento (y más específicamente ante la Cámara Baja que es la más representativa del pueblo) y no ante el monarca, o en un contexto colonial, ante el gobierno imperial.

## Esquema
El gobierno responsable es el principio de rendición parlamentaria, que se manifiesta de varias formas. Los ministros deben informar y rendir cuentas periódicamente al Parlamento por sus decisiones, y las políticas que implementan, así como por el desempeño de sus departamentos administrativos.  La necesidad de presentarse ante el parlamento, informar y responder preguntas implica que los ministros deben ser miembros del Parlamento.
Adicionalmente, si bien los ministros son designados oficialmente por el jefe de Estado y en teoría pueden ser cesados, en la práctica permanecen en su puesto si cuentan con el respaldo al menos presunto del parlamento. Es decir, si no se ha aprobado un voto de censura en su contra. Una vez que el parlamento ha aprobado un voto de censura, o de no confianza, o si se ha rechazado un voto de confianza, el gobierno debe renunciar inmediatamente, o convocar a una nueva elección general.
Un claro ejemplo de este podría ser el país llamado Venezuela, que contiene también un tipo de gobierno muy similar al gobierno responsable.

## Norteamérica Británica
En la historia de Canadá el gobierno responsable fue uno de los principales pilares del programa de desarrollo hacia la independencia de Canadá y de otras colonias, como Australia y Sudáfrica. El concepto de gobierno responsable está asociado en Canadá más con el autogobierno que con la rendición de cuentas parlamentaria: de ahí la noción de que Terranova "renunció al gobierno responsable" cuando renunció a su estatuto de Dominio, aunque continuó teniendo un gobierno democrático en la tradición de Westminster.
A raíz de la independencia de Estados Unidos, el gobierno británico fue más sensible a los disturbios en sus otras colonias, con grandes poblaciones de colonos británicos. Después de la abortadas rebeliones en el Bajo Canadá, o Montreal, de Louis-Joseph Papineau y del Alto Canadá, Toronto, de William Lyon Mackenzie, ambas de 1837 y duraron hasta el año siguiente, Lord Durham fue nombrado gobernador general de la América del Norte británica, con la misión de examinar los problemas y determinar cómo aliviar las tensiones. En su informe, una de sus recomendaciones fue que a las colonias que estuvieran suficientemente desarrolladas se les debería otorgar un "gobierno responsable", un término que significaba específicamente que la política de los gobernadores designados por la corona, respondieran a la voluntad de las asambleas elegidas por los colonos.

El primer gobierno responsable en el Imperio Británico fue lograda por la colonia de Nueva Escocia, en enero-febrero de 1848, gracias a los esfuerzos de Joseph Howe. La placa en la Casa de la Asamblea de Nueva Escocia erigida por la Junta de Sitios y Monumentos Históricos de Canadá dice:
 Primer Gobierno Responsable del Imperio Británico.

El primer Consejo Ejecutivo elegido exclusivamente por el partido que tenía mayoría en la rama representativa de una legislatura colonial se formó en Nueva Escocia el 2 de febrero de 1848. Tras un voto de falta de confianza en el Consejo anterior, James Boyle Uniacke, quien había promovido la resolución, se convirtió en Fiscal General y líder del Gobierno. Joseph Howe, activista durante mucho tiempo de esta "revolución pacífica", se convirtió en secretario provincial. Otros miembros del Consejo fueron Hugh Bell, Wm. F. Desbarres, Lawrence OC Doyle, Herbert Huntingdon, James McNab, Michael Tobin y George R. Young."
La colonia de Nuevo Brunswick pronto siguió, en mayo de 1848, cuando el vicegobernador Edmund Walker Head nombró una representación más equilibrada de miembros de la Asamblea Legislativa en el Consejo Ejecutivo y cedió más poderes a ese organismo.
En el Bajo Canadá, el gobierno responsable fue puesto a prueba en 1849 cuando los reformistas en la legislatura aprobaron el Proyecto de Ley de Pérdidas por Rebelión, que ofrecía compensación a los francocanadienses que sufrieron pérdidas durante las rebeliones de 1837-1838 en el Bajo Canadá. El gobernador, Lord Elgin, tenía serias reservas sobre ese proyecto de ley, pero no obstante lo firmó, a pesar de las demandas de los conservadores para que negara su firma. Elgin fue agredido físicamente por una turba de habla inglesa por ello, y el edificio del parlamento de Montreal fue quemado hasta sus cimientos, en los disturbios que siguieron. No obstante, el proyecto de ley de pérdidas por rebelión ayudó a afianzar al gobierno responsable en la política canadiense.
Con el tiempo, el gobierno responsable se convirtió en el primer paso hacia la independencia total. En contraste con la experiencia de Estados Unidos, Canadá fue ganando gradualmente mayores niveles autonomía durante un período considerable de tiempo a través de la diplomacia dentro de la Commonwealth, incluyendo en 1867 el Acta de la Norteamérica Británica (que creó el Dominio de Canadá); en 1931 en el Estatuto de Westminster; e incluso la tardía nacionalización de la Constitución, con la Ley Británica de América del Norte, o Acta de Canadá de 1982 (ver Constitución de Canadá).

## Australia
Debido a que las colonias de Australia estaban escasamente pobladas o eran asentamientos penales, el gobierno estaba en manos de los gobernadores, quienes debido a la gran distancia de sus superiores en Londres, necesariamente ejercían vastos poderes. 
Sin embargo, los primeros colonos provenientes principalmente del Reino Unido estaban familiarizados con el sistema de Westminster y los esfuerzos para reformarlo con el fin de aumentar la participación popular. Por lo tanto, los gobernadores y Londres pusieron en marcha un proceso gradual para establecer en las colonias gobiernos responsables al estilo Westminster, no tan rápido como para adelantarse al crecimiento demográfico o económico, ni tan lento como para provocar disturbios en demanda de cambios.

## Antiguas colonias británicas con gobiernos responsables
- 1848 – Nueva Escocia
- 1849 – Provincia de Canadá
- 1851 – Isla del Príncipe Eduardo
- 1854 – Nuevo Brunswick
- 1855 – Terranova, Victoria
- 1856 – Nueva Gales del Sur, Nueva Zelanda, Australia Meridional, Tasmania
- 1872 – Colonia del Cabo
- 1890 – Australia Occidental
- 1893 – Natal
- 1906 – Transvaal
- 1907 – Colonia de Orange River
- 1921 – Malta (suspendido en 1936; restaurado en 1947; suspendido en 1959; restaurado en 1962)
- 1923 – Rodesia del Sur

- Datos: Q2665071